# Vilarinho da Castanheira
Vilarinho da Castanheira es una freguesia portuguesa del municipio de Carrazeda de Ansiães, con 29,10 km² de superficie y 772 habitantes (2001). Su densidad de población es de 26,5 hab/km².